# Manfred Uhlenhut
Manfred Uhlenhut (* 1941 in Magdeburg; † 2018 in Berlin) war ein deutscher Fotograf und Bildjournalist.

## Leben
Manfred Uhlenhut schloss im Jahr 1963 eine Fotografenlehre (Erwachsenenqualifizierung) ab. Anschließend studierte er an der Leipziger Hochschule für Grafik und Buchkunst, unter anderem bei Werner Tübke. Dieses Studium beendete er mit dem Abschluss als Diplom-Fotografiker. Danach zog er nach Berlin und arbeitete dort als freier Fotograf sowie als Fotoreporter und Bildredakteur für verschiedene Zeitungen und Zeitschriften, darunter das DDR-Jugendmagazin Neues Leben, die Neue Berliner Illustrierte (NBI) und die Armeerundschau.
Außerdem erarbeitete er Filmsequenzen für die DEFA und das Fernsehen der DDR, unter anderem als Standfotograf bei der Krimiserie Polizeiruf 110. 1969 war Uhlenhut Mitbegründer der Gruppe Jugendfoto Berlin, die sich „für einen ehrlichen Bildjournalismus ein[setzte], der mit den vorherrschenden idealisierenden Darstellungsweisen brach.“
Ab 1989 widmete Manfred Uhlenhut seine fotografische Arbeit der Dokumentation der Veränderungen im ehemaligen deutsch-deutschen Grenzgebiet in und um Berlin. In der Deutschen Fotothek sind fast 3000 Fotos von Manfred Uhlenhut verzeichnet.
Verheiratet war Manfred Uhlenhut mit der Fotografin Inge Uhlenhut. 
Er starb 2018 an den Folgen seiner Parkinson-Erkrankung im Alter von 77 Jahren in Berlin und wurde auf dem St. Petri-Luisenstadt-Friedhof bestattet.

## Werke (Auswahl)
- Dies ist mein Land. Fotos von Manfred Uhlenhut, Gedichte von Helmut Preißler. Militärverlag der Deutschen Demokratischen Republik, Berlin 1974 (online)
- Berlin ohne Mauer: neue Stadterkundungen zu Fuß. Winfried Morgenstern, Helgard Behrendt, Achim Hilzheimer, Konrad Timpfner, Fotos von Manfred Uhlenhut. Luisenstädtischer Bildungsverein e. V., 1993, ISBN 3-88520461-4.
- Die Mauer-Schneise: ein Berliner Stadtführer. Fotos von Manfred Uhlenhut, Text von Helgardt Behrendt. Elefanten Press, 1994, ISBN 3-88520518-1.
- Als die Mauer fiel- Fotos von Manfred Uhlenhut, Text von Guido Knopp, Knesebeck Verlag, 2009, ISBN 3-86873026-5.

## Auszeichnungen
- 1983: Verdienstmedaille der Nationalen Volksarmee der DDR in Gold[1]